# Marie le Jars de Gournay
Marie le Jars de Gournay of Marie de Gournay, ook La Dame de Gournay, Marie de Jars, Marie de Gournay de Jars (Parijs, 6 oktober 1565 - aldaar, 13 juli 1645) was een Franse filosofe, essayiste en vroege feministe. Zij publiceerde het werk van Michel de Montaigne met wie zij een bijzondere vriendschap onderhield, en is verder bekend door de publicatie van eigen werk, waaronder een drietal feministische vertogen. Zij wordt dan ook als een van de grondlegsters van het feminisme beschouwd.

## Biografie
Marie le Jars de Gournay werd op 6 oktober 1565 geboren in een Parijse adellijke familie. Haar ouders waren Jeanne de Hackqueville en Guillaume le Jars. Zij was de oudste van zes kinderen. Haar vader beheerde de kastelen van Remy, Gournay, en Moyenneville. De feodale rechten op Gournay kocht hij toen zij vijftien was. Na zijn plotse dood nam Maries moeder met het gezin haar intrek in het kort geleden aangekocht landgoed van Gournay-sur-Aronde. 
Zoals Marie de Gournay in haar autobiografie vermeldt, nam zij bij gebrek aan onderwijs voor meisjes, al zeer vroeg haar toevlucht tot studie van voornamelijk de klassieken en leerde zichzelf Latijn en Grieks door de teksten met de Franse vertaling te vergelijken. Ook haalde zij veel kennis uit het lezen van boeken. Daarbij kwam haar een proeftekst van de Essais van Michel de Montaigne onder ogen, wiens revolutionaire filosofische ideeën grote indruk op haar maakten, zodanig zelfs dat zij besloot de auteur op te zoeken in Parijs. In 1588 deed de gelegenheid zich voor om de twintig jaar oudere man daar te ontmoeten, nadat zij hem een brief met persoonlijke uitnodiging had laten geworden, waarop hij de dag daarop reeds inging. Er groeide een hechte band tussen hen, toen Montaigne op hun uitnodiging een twaalftal weken bij haar en haar moeder in Picardië doorbracht. Als eerbetoon aan Gournay en uit genegenheid voor haar benoemde hij Marie tot zijn 'fille d'alliance', een soort als beschermelinge aangenomen geestesdochter. Hij dicteerde haar de revisies op zijn manuscript uit 1588 voor een nieuwe editie. Na zijn verblijf in Bordeaux deed de gelegenheid voor een ontmoeting zich niet meer voor, maar onderhielden beiden een regelmatige correspondentie.

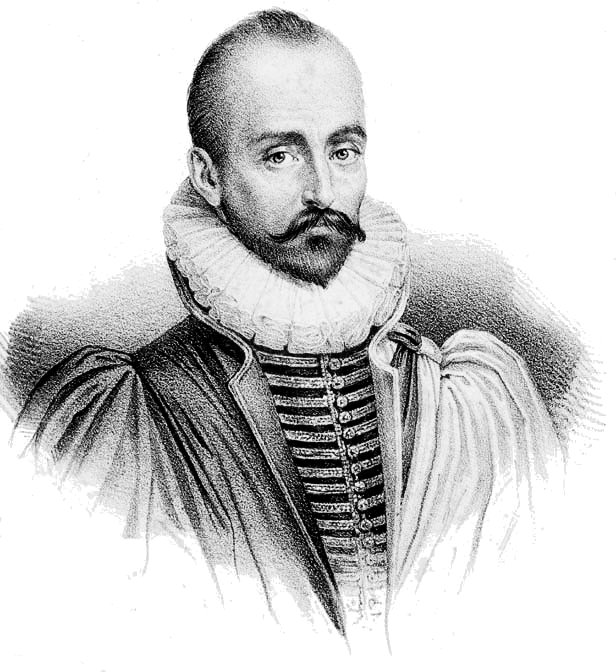
Michel de Montaigne

Na de dood van haar moeder in 1591 trof Marie schikkingen voor de rest van het gezin om in Gourney te blijven, liet het ouderlijk huis aan haar broer Charles en trok zelf met een bediende, Nicole Jamyn, en een kat naar Parijs, waar zij gaandeweg verarmde. Pas in het voorjaar van 1593 vernam zij de dood van Montaigne in 1592 en ging op bezoek bij zijn weduwe Françoise de La Chassaigne  in Bordeaux. Deze vroeg haar om de nieuwe uitgave van de Essais van haar man die hij sinds 1588 aan het redigeren was geweest door te zetten, waarna zij alle notities daarvoor bijeenzamelde en zich aan het werk zette. 
Naar aanleiding van de editie in 1595 zou enorme discussie ontstaan over de authenticiteit van de uitgave. Critici oordeelden dat zij er een poging tot zelfpromotie had van gemaakt door veel van Montaignes ideeën met die van haar op te smukken.  Na vijftien maanden trok Marie enige tijd naar de Zuidelijke Nederlanden waar zij goed werd onthaald, en keerde vervolgens terug naar Parijs, waar zij de rest van haar erfenis spendeerde om als mondaine dame met rijtuig en paard en al toekomstige regelingen te kunnen treffen voor een staatspensioen. Dit verkreeg zij uiteindelijk door toedoen van koningin Marguerite de Valois aan wie Montaigne nog een van zijn werken had opgedragen. 
Na de moord op Hendrik IV raakte Marie in opspraak door een pamflet waarin zij zich met de politiek had ingelaten en het sterk voor de jezuïeten opnam. Zelfs Richelieu liet zich spottend over haar uit, al moest hij haar daarvoor later zijn excuses aanbieden en haar een klein stipendium geven.
Geïnspireerd door Montaigne was zij ook zelf aan het schrijven gegaan, met als eerste aanzet Le Proumenoiur. Dit werk was naar aanleiding van wat zij hem bij een eerdere wandeling met hem had verteld na het samen lezen van Plutarchus en gebaseerd ook op het werk van Claude de Taillemont, Les Discours des Champs Faëz. Ondanks de kritieken slaagde zij erin zich als schrijfster te vestigen. De storm van verontwaardiging over de editie van 1595 van Montaignes Essays had haar in ieder geval naambekendheid opgeleverd.  Haar gedeeltelijke fout was blijkbaar geweest in het daartoe geschreven lang voorwoord haar eigen rol bij de revisie en haar relatie met de auteur te minimaliseren. Onder druk van de critici moest zij die inleiding herroepen. Het is niet duidelijk of zij zelf bewust de controverse uitlokte, maar daarmee kwam in ieder geval haar schrijverscarrière in een stroomversnelling. 
Zij publiceerde tal van eigen essays omtrent controversiële onderwerpen, en verhandelingen waarin zij haar eigen filosofische opvattingen aan het licht bracht. Het ging dan voornamelijk over vrouwenrechten, haar praktische kijk op vriendschap, en haar eigen ontwikkeling als vrouwelijk essayist, theoretica en literair criticus: Copie de la vie de la demoiselle de Gournay (1616), Apologie puir celle qui escrit (1626?), Peincture de moeurs (1626).
Haar sobere manier van leven met een gering inkomen, en de eigenzinnige ideeën waarmee ze haar tijd ver vooruit was, dat alles had voor wrijving, kwaadsprekerij en een zekere isolatie gezorgd. Als onafhankelijke vouw met vooruitstrevende ideeën was zij algauw het mikpunt van spot en regelrechte smaad geworden. Maar in de Rue St. Honoré werd haar salon de ontmoetingsplaats van talloze intellectuelen, waaronder Henri Louis Habert de Montmor  en kardinaal Richelieu, en zelf werd zij regelmatig in enkele prominente Parijse salons uitgenodigd. Zij heeft altijd het huwelijk afgewezen en wijdde zich volkomen aan haar werk, waarmee ze naast haar erfenis en enkele stipendiums in eigen onderhoud kon voorzien. 
Door te schrijven voor notabelen van aanzien (waaronder koningin Margot en Hendrik IV van Frankrijk zelf, maar verder ook Maria de Médicis, Louis XIII, de markiezin de Guercheville, de ministers Villeroy en Jeannin, evenals  Richelieu) wist zij deze als beschermheren aan te wenden en genoot zij het voorrecht als vrouw om eigen werk uit te brengen. Toch kostte haar dat vaak het moeten ondergaan van persoonlijke aanvallen en ongefundeerde kritiek. Haar hele leven moest zij afrekenen met afbrekende kritiek van Franse pamfletschrijvers en met spotprenten die over haar de ronde deden. Zelf als katholiek hevig tegen het opkomend protestantisme gekant, bleef ze evenwel nauw aanleunen bij de libertijnse stroming van mensen als Théophile de Viau, Gabriel Naudé en François La Mothe Le Vayer. In Parijs trad zij in contact met de Belgische filosoof en geleerde Justus Lipsius, die haar over heel Europa zou aanbevelen als vrouw van de letteren.
In 1645 overleed zij op 13 juli met nalatenschap van een intellectueel oeuvre waarin filosofie en literatuur onafscheidelijk zijn, net zoals in haar 20e-eeuws kielzog dat van Sartre en de Beauvoir. Haar van Montaigne geërfde bibliotheek die deze zelf van La Boétie had, liet zij na aan François La Mothe Le Vayer. Zij werd begraven in de église Saint-Eustache in Parijs.
In zijn gereviseerde versie van de Essais noemt Montaigne haar voor het eerst als geesteskind:

J'ay pris plaisir à publier en plusieurs lieux l'esperance que j'ay de Marie de Gournay le Jars, ma fille d'alliance: et certes aymée de moy beaucoup plus que paternellement, et enveloppée en ma retraitte et solitude, comme l'une des meilleures parties de mon propre estre. Je ne regarde plus qu'elle au monde.
— Essais Livre II Ch. 17: "De la presumption"

## Kritiek en controverse
Tijdens haar leven genoot Marie de Gournay voldoende naambekendheid om een aanzienlijk publiek van intellectuelen te boeien met haar avant-gardistische ideeën. De polemische stijl waarmee ze vaak strijdlustige posities innam binnen het religieus, politiek, en literair discours van haar tijd maakte haar tot een prominent essayist. Maar tegen het eind van de 17e eeuw werd zij nog nauwelijks gelezen, hetgeen zo bleef tot half de 20e eeuw, toen het opkomend feminisme op zoek ging naar prominente door de geschiedenis genegeerde vrouwelijke auteurs en voorvechtsters, en aan het eind van die eeuw was zij in filosofische en literaire kringen aan een compleet revival toe. Als vrouw in een patriarchaal gedomineerde samenleving had deze onafhankelijke vrouwelijke filosofe dan ook buitengewoon veel kritiek weten te doorstaan. Er waren niet alleen de roddels en zelfs regelrechte smaad en aanvallen van pamflettisten in de marge over haar persoon en levensstijl, maar er kwam ook ongewoon veel inhoudelijke kritiek, aanvankelijk met als voorwerp haar eerste uitgave van het werk van Montaigne, en vervolgens ook haar eigen publicaties. 
Tot op vandaag blijven literatoren verdeeld over de aard en de mate van haar persoonlijke inbreng in de door haar uitgebrachte edities van de Essais en mogelijke revisie van sommige filosofische gedachten van Montaigne, ook al munt zij uit in getrouwe vertaling van Latijnse zinnen en correcte weergave van zeer specifieke referenties van de auteur naar klassieke soms onduidelijke teksten.
Zij maakte ook vertalingen van werken van  Sallustius, Ovidius, Virgilius en  Tacitus. 
In enkele van haar eigen werken trekt zij van leer tegen het opkomend antifeminisme van haar tijd, net zoals enkele eeuwen eerder Christine de Pizan dat reeds deed.  Zij wordt dan ook als visionair beschouwd inzake rechten van de vrouw. En zoals enkele van haar latere opvolgsters in deze, waaronder een Zoë de Gamond, stelt ook Marie de Gournay reeds in haar vertogen dat onderwijs voor vrouwen kan borg staan voor hun gelijke behandeling in een patriarchale maatschappij. Zij spreekt als ervaringsexpert in werken als Le Proumenoiur de Monsieur de Montaigne par sa fille d'alliance (In de wandelgangen met de heer Montaigne door zijn aangenomen dochter, 1594), Égalité des hommes et des femmes (Gelijkheid voor mannen en vrouwen, 1622) en Le Grief des dames (Het vrouwenbeklag, 1626). Haar radicale ideeën leverden haar heel wat kritiek van de kant van misogyne mannen op. Een beroemde quote van haar is dan ook:

U mag zich gelukkig prijzen, beste lezer, indien u niet behoort tot het gender waar al het goede aan onthouden wordt

## Publicaties

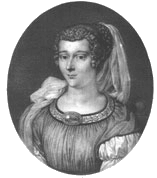
Marie le Jar, 19e-eeuwse lithografie naar een tekening door N. H. Jacob bewaard in de bibliotheek van Bordeaux

- De eerste postume editie van de Essais, de "uitgave van Bordeaux" van haar hand,  kwam uit in 1595 en tussen dat jaar en 1635 kwamen er elf herziene drukken.
- Zij schreef ook in verzen over Jeanne d'Arc, over haar eigen kat Léonore (tevens de naam van Montaignes dochter), maakte een bewerking van Ronsard, schreef over de opvoeding van prinsen, en leverde kritieken op de Précieuses.

### Eigen werken
- Le Proumenoiur de Monsieur de Montaigne par sa fille d'alliance (proza) 1594
- Les essais de Michel Seigneur de Montaigne [ed.] (essays) met P. de Brach, 1595; gereviseerde editie, 1598; ook als Ediction troisieme, plus correcte et plus ample que les précédents, 1607
- :Hommage en prose à Jean de Sponde, in  Response du Feu Sieur de Sponde…
- Preface sur les Essais de Michel, seigneur de Montaigne, in Les Essais de Michel Seigneur de Montaigne

- De l'education des enfants de France (essay) 1600
- La Bienvenue à Monseigneur le duc d'Anjou (essay) 1608
- Adieu de l'ame du Roy de France et de Navarre Henry le Grand à la Royne, avec la defence des Peres Jesuistes / par la damoiselle de G. (essay) 1610
- Copie de la vie de la demoiselle de Gournay (autobiografie) 1616
- Versies van enkele stukken van Virgius, Tacitus, Sallustius, met' l'Institution de Monseigneur, frere unique du Roy' (bevat ook een  « traicté sur la Poësie ») 1619.
- Eschantillons de Virgile 1620.
- Twee gedichten in  Les Muses en deuil 1620
- Traductions. Partie du Quatriesme de l'Eneide, avec une oraison de Tacite, et une de Saluste (vert.) 1621.
- Égalité des hommes et des femmes [Gelijkheid van mannen en vrouwen] (essay) 1622
- Le Prince de Corse (essay) 1624
- Remerciement au Roy (poëzie) 1624
- Peincture de moeurs (autobiografie) 1626
- Apologie puir celle qui escrit (autobiografie) 1626?
- Le Grief des dames [Het vrouwenbeklag] (essay) 1626
- L’ombre de la Damoiselle de Gournay (verzameld werk) 1626
- Drie gedichten in Recueil de plusieurs inscriptions proposées pour remplir les Tables d'attente estans sous les statues du Roy Charles VII et de la Pucelle d'Orléans... 1628.
- Gedicht in Le Sacrifice des Muses 1635
- Les Advis ou les presens de la demoiselle de Gournay (essays) 1634; herziene uitgave, 1641
- L'ombre de la damoiselle de Gournay (1626, 1634 en 1641)
- Twee epigrammen, in le Jardin des Muses 1642
- Eerste volume van haar verzameld werk (1641) werd in 1997 gepubliceerd door Rodopi